# Тукай, Габдулла
Габдулла Тука́й (тат. Габдулла Тукай, عبد الله توقای, Ğabdulla Tuqay), при рождении — Габдулла Мухамедгарифович Тукаев (тат. Габдулла Мөхәммәтгариф улы Тукай, Ğabdulla Möxämmädğärif ulı Tuqay; 14 [26] апреля 1886, деревня Кошлауч, Больше-Менгерская волость, Казанский уезд, Казанская губерния — 2 [15] апреля 1913, Казань, Казанский уезд, Казанская губерния) — татарский народный поэт, литературный критик, публицист, общественный деятель и переводчик.

## Биография

### Детство
Родился 26 апреля 1886 года в деревне Кошлауч. Отец — Мухамедгариф Мухамедгалимов (1843—1886), уроженец деревни Кошлауч, Казанского уезда, Казанской губернии, с 1864 года «указной» мулла в родной деревне. Мать — Мэмдудэ (1864—1890). Дед Габдуллы по отцовской линии — Мухамедгалим, также был муллой. А дед Габдуллы по материнской линии — Зиннатулла Амиров (1829—1909), происходил из села Казмакты Гайнинской волости Осинского уезда Пермской губернии, обучался в Султанаевском медресе, служил муэдзином в Кошлауче, а позже по просьбе жителей Учили пошёл муллой к ним. Брат и сестра поэта — Мухамметшариф (1873—1890), Газиза (1877—1963)
Когда Габдулле было около пяти месяцев, он лишился отца; позднее мать оставила ребёнка на воспитание бедной старушке, затем забрала обратно, но вскоре умерла, и в возрасте четырёх лет мальчик стал круглым сиротой. Отчим отдал его в семью деда Зиннатулы. О пребывании в семье деда Г. Тукай вспоминает следующее: «Меня все толкали и шпыняли. Были у меня слёзы — без утешения, детские шалости — без одобрения, еда и питьё — с укором и злобой. В этой семье я переболел ветрянкой и другими детскими болезнями, был до крайности измождён и истощён. Когда болел, слышал одно и то же: „Подох бы скорей, одним ртом стало бы меньше“». Не сумевший прижиться в семье мальчик был отправлен дедом Зиннатуллой со знакомым ямщиком в Казань, где Г. Тукай оказывается в приёмной семье: «Ямщик остановился на Сенном базаре и стал выкрикивать в толпу: „Отдаю ребёнка на воспитание, кто возьмёт?“ Из толпы вышел мужчина, забрал меня у ямщика, и как приёмного сына, привёл домой». В семье бездетного жителя Ново-Татарской слободы по имени Мухамметвали, Г. Тукай провёл около 2 лет. Его приёмные родители заболели и вынуждены были вернуть Габдуллу в Учили. В семье деда Зиннатулы не были рады возвращению Габдуллы. Г. Тукай вспоминал: «Моё возвращение для домочадцев, считавших, что навсегда избавились от меня, явилось полной неожиданностью. Вскоре дед и бабушка, потерпевшие неудачу устроить меня в городе, задумали найти семью в деревне. Каждого, кто проезжал мимо, спрашивали, нет ли у них желания взять в семью сироту». И такая семья нашлась. В 1892—1895 годах Г. Тукай жил в семье крестьянина Сагди в деревне Кырлай, недалеко от Кошлауча.

### Уральск
В дальнейшем детство Габдуллы продолжалось в городе Уральске. Будучи взятым туда в семью купца Галиаскара Усманова, где была хозяйкой его тётя по линии отца, он учился в медресе прогрессивно настроенной семьи меценатов Тухватуллиных, одновременно посещая русский класс и проявляя высокую одарённость в учёбе. Первые литературные опыты Тукая частично запечатлены в рукописном журнале «Аль-Гаср аль-джадид» («Новый век») за 1904 год. В тот же период он переводит на татарский язык басни Крылова и предлагает их к изданию. Увлекается поэзией Пушкина и Лермонтова. Его первым поэтическим произведением на чисто татарском языке был перевод стихотворения А. Кольцова «Что ты спишь, мужичок?», опубликованный в 1905 году под названием «Сон мужика».
В Уральске после начала революции 1905 года появились первые татарские газеты и журналы «Фике́р» (Мысль), «Аль-Гаср аль-джадид» («Новый век»), «Укла́р» (Стрелы). Тукай сотрудничает в них и выступает с многочисленными стихами и статьями на темы, поднятые революцией. Он участвует в прошедших волной по городу демонстрациях.
В начале 1907 года Тукай покидает медресе «Муты́гия» (Тухватуллиных). Начинается его «вольная жизнь». Третьеиюньский переворот 1907 года означал решительное наступление реакции на демократию. Боевым откликом на это было тукаевское стихотворение «Не уйдём!», в ярких строках которого прозвучал голос борца, зовущего до конца стоять за честь Родины и демократии. Такие стихотворения Тукая, как «Шурале», «Пара лошадей», «Родной земле», написанные одновременно с «Не уйдём!», были посвящены теме Родины.

### Казань
Осенью 1907 года Тукай приезжает в Казань, чтобы посвятить свою деятельность творчеству. С осени того же года начинается его период в Казани — пять лет и восемь месяцев, которые он посвятит служению своему народу, своей Родине. Здесь он быстро входит в литературные круги и сближается с молодёжью, группировавшейся вокруг газеты «Эль-Ислах» («Реформа») — Фатих Амирхан и другие. Все свои творческие возможности Тукай в этот период посвящает сатирико-юмористическим журналам «Яшен» («Молния»), «Ялт-Йолт» («Зарница»).
К 1908 году в творчестве Тукая возникает целый цикл поэтических и очерково-публицистических произведений. Такие его стихотворения, как «Осенние ветры», «Гнёт», «Дача» (1911), «Чего не хватает сельскому люду?» (1912), «Надежды народа…» (1913), его близкая дружба с Хусаином Ямашевым (1882—1912) и стихотворение, посвящённое его памяти («Светлой памяти Хусаина», 1912), свидетельствуют о том, что поэт питал искреннее сочувствие к своим современникам — борцам за народное дело и благоговел перед их неподкупной человеческой совестью и духовным благородством. Стихотворения «Светлой памяти Хусаина» и «Татарская молодёжь» (1912) пронизаны чувством исторического оптимизма. Большинство его стихотворений и путевых очерков, опубликованных в 1911—1912 годы, написано под впечатлениями посещения им деревень Заказанья — своей малой Родины. В них запечатлена реальная действительность, оценённая с позиции заступника народа. Отвергая пресловутую «деревенскую идиллию», Тукай трезво смотрел на сельскую реальность, стремясь охватить социальные контрасты её будней («Чего не хватает сельскому люду?», «Гнёт», «Возвращение в Казань»).
Несмотря на резкое ухудшение здоровья, в 1911—1912 годах он совершает путешествия, имевшие для него большое значение. В начале мая 1911 года Тукай пароходом приезжает в Астрахань, по пути знакомясь с жизнью Поволжья («Дача», очерк «Маленькое путешествие»). Здесь Тукай остаётся в гостях у своего друга поэта Сагита Рамиева. В Астрахани он встречается с азербайджанским общественным деятелем и писателем Нариманом Наримановым, сосланным туда за революционную деятельность в родном краю. Весной 1912 года Тукай решается на более значительное путешествие по маршруту Казань — Уфа — Петербург. В Уфе он встречается с М. Гафури. Эта встреча оставляет глубокий след в жизни обоих народных писателей, укрепляет их симпатии друг к другу. В Петербурге Тукай встречается с Муллануром Вахитовым, впоследствии видным революционером.
Прожив в Петербурге 13 дней, 6 (19) мая, Тукай покидает столицу и отправляется в Троицк, где останавливается у купцов Яушевых. Затем он едет в казахскую степь — пить кумыс, надеясь этим поправить своё здоровье. В Казань возвращается в начале августа. В столице Тукай работает в удушливой атмосфере типографии и, несмотря на плохое самочувствие, продолжает писать.
Последние годы жизни и деятельности Тукая свидетельствуют о том, что писатель, всё ближе постигая народную действительность, резко ощущал разлад с враждебным народу обществом и беспощадно осуждал всё то, что могло бы лечь тенью на его гражданскую совесть («Первое моё дело после пробуждения», «По случаю юбилея» и другие).

### Смерть
2 (15) апреля 1913 года в 20 часов 15 минут Габдуллы Тукая не стало — как писал Горький, «от голода и чахотки». «Татары в лице Тукаева потеряли величайшего национального поэта», — писали казанские русскоязычные газеты. Тукаевские традиции стали одним из решающих идейно-эстетических факторов и животворных источников для дальнейшего развития татарской литературы под знаменем реализма и народности.
Габдулла Тукай похоронен на кладбище в Новой Татарской слободе Казани.

## Творчество
Семён Израилевич Липкин пишет:
 Поэтом в подлинном смысле этого слова сделала первая русская революция 1905 года… Революция дала настоящее содержание его стихам, и он нашёл простую, задушевную форму.
После революции последовала реакция, Г. Тукай крайне тяжело переживал происходившие события.

В это время начинают раздаваться в прессе и среди черносотенцов  призывы к переселению многих мусульманских народов в Турцию. Им Г. Тукай даёт достойный ответ:
 Нам предлагают подлецы, мы слышим чёрный их совет
К султану Вы должны уйти, а здесь для вас дороги нет…

Мы не уйдём туда: уйти не могут города и реки, здесь пережитые века пребудут с нами, здесь навеки
Кроме того, после революции 1905 года он пишет стихотворение «Паразитам» (1906), где поэт призывает народ не дать «безмозглой туше придавить наш день грядущий…», при этом выступая за светское образование («Национальные чувства»).
Несмотря на споры в татарском обществе, Г. Тукай придерживался точки зрения о единстве народа и его культуры:
Хочу разумным быть, чистосердечным.
Душа живет стремленьем к свету вечным.
Мне счастие татар дороже жизни,
Дождусь ли я для них хорошей жизни?
До срока думой тяжкой состарен,
Я сам татарин, истинный татарин
Я дал народу обещаний много,
Исполню ль их — известно только Богу.
Г. Тукай считается одним из основоположников татарского языка, он один из первых написал о его выдающейся роли:
Родной язык — святой язык, отца и матери язык,
Как ты прекрасен! Целый мир в твоём богатстве я постиг!
Качая колыбель, тебя мне в песне открывала мать. И сказки бабушки я научился понимать.
Родной язык, Родной язык, с тобою смело шёл я вдаль, Ты радость возвышал мою, ты просветлял мою печаль.

Родной язык, с тобой вдвоём я в первый раз молил Творца: «О боже, мать мою прости, прости меня, прости отца».

## Проблема переводов Г. Тукая
Первый сборник избранных стихотворений Г. Тукая в русских переводах Валентина Вольпина вышел в 1920 году в Ташкенте (В. Вольпин. Переводы из Абдула Тукаева. Стихи. Ташкент: Изд. Наркомпроса Туркестана, 1920).
В предисловии к работе Семён Израилевич Липкин пишет, что зачастую переводы неверны. В работе «Идегей», поэт и переводчик указывает, что в соответствии с указаниями И. В. Сталина (от 1944 года) вся история Золотой Орды признавалась «паразитической», а историки, которые описывают её в другом свете, — «буржуазными националистами». Эпос «Идегей» был запрещён к изданию как «ханско-феодальный». 19 декабря 1936 года был расстрелян М. Г. Худяков.
Переводы на русский и другие языки нередко расходятся с оригиналом. В источниках и переводах от 1930 годов указывалось, что причиной стихотворения «Не уйдём!» было: «Строки этого стихотворения как нельзя более точно характеризуют настроения татарской интеллигенции в переломный момент истории, когда в обществе активно муссировалась идея эмиграции в Турцию в ответ на усиление национального гнёта со стороны самодержавия». Также подчёркивалось, что за этим стояло мусульманское духовенство и буржуазия.

Семён Израилевич Липкин отмечал, что сама структура стихотворения направлена не против татарской интеллигенции, а против черносотенцев, выделяя тот факт, что последняя строчка написана на русском:
К единой цели мы идём, свободной мы хотим России,
Ответ наш ясный и простой запомнить просим навсегда:
Если лучше вам, Туда сами пожалте, господа!
Сегодня есть другие переводы: «Самая высокая цель наша — вольная страна, свободная Россия!
Нас не просто сдвинуть отсюда, о черносотенная толпа». Оригинал: 
Иң бөек максат безем:
хөр мәмләкәт — хөр Русия!
Тиз генә кузгалмыйбыз без, и гөруһе ру сияһ!
Ап-ачык бу бер җаваптыр, сүздә түгел, басмада:
— Если лучше вам, Туда сами пожалте, господа!
В действительности история появления этих строк такова:
Известный политический деятель предреволюционной поры В. М. Пуришкевич во время выступления с думской трибуны депутата от Уфимской губернии Калимуллы Хасанова, потребовавшего участия государства в финансировании мусульманских образовательных учреждений таким же образом, как оно финансирует и русские образовательные учреждения, закричал с места: «Езжайте в Турцию, будут там вам мусульманские школы!» Этот случай получил широкую известность, и Тукай откликнулся стихотворением «Не уйдём» («Китмибез»).

## Память
В честь Габдуллы Тукая назван ряд площадей и улиц: центральная площадь и по ней станция метро, прилегающий к площади сквер, улица в Старо-Татарской слободе в Казани, в Набережных Челнах сквер, улицы в селе Новый Кырлай Арского района и ряде других городов и сёл Татарстана, в Уфе (улица Тукаева) и селе Шаранбаш-Князево Шаранского района в Башкортостане, в Йошкар-Оле — столице Республики Марий Эл, в Челябинске и в селе Даутово городского округа Верхний Уфалей Челябинской области, в Алматы, Астане и Уральске (Казахстан), в Ташкенте и Нукусе (Узбекистан), а также улица в Анкаре и парк в Стамбуле и бульвар в Тарсусе (Турция), улица в г. Ижевске, улица в г. Волгограде, улица в г. Берёзовский (Свердловская обл.), в Димитровграде названа школа № 22 именем Г. Тукая (Ульяновская область), парк в с. Барда (Пермский край).
Памятники поэту установлены:
- памятник в сквере Тукая
- на Театральной улице у театра оперы и балета
- на могиле поэта на старом Татарском кладбище в Казани. Установлен Министерством культуры Татарской АССР в 1956 году (в основание были положено надгробие XIX века — с могилы умершей 9 февраля 1893 года Марии Андреевны Толстой) и реконструирован в 2011 году[34].
- в ряде других городов и сёл Татарстана — памятники и бюсты;
- на Звери́нской улице неподалёку от бывшей татарской слободы в Санкт-Петербурге;
- в сквере детско-юношеской библиотеки имени Х. Есенжанова у улицы Тукая в Уральске[35][36].
- Памятник в сквере на перекрёстке улицы Новокузнецкая и Малого Татарского переулка (Замоскворечье) в Москве (монумент установлен 26 апреля 2011 года к 125-летию со дня рождения Тукая)
- на улице Тукая в Анкаре (монумент установлен в мае 2011 года к 125-летию со дня рождения Тукая)
- памятник в сквере имени Габдуллы Тукая на улице Адмирала Нахимова/Александрова в Астрахани (установлен 27 мая 2013 года[37][38]).
- В 2016 году открылся памятник в городе Семее (Казахстан)[39].
- В 2016 году, 8 июля открыли памятную доску на одном из домов Яушевых в городе Троицк, Челябинской области[40].
- В 2014 году открылся памятник Тукаю в Елабуге[41].
- памятник в с. Барда (Пермский край).

Существует три музея Габдуллы Тукая:
- Литературный музей Габдуллы Тукая, филиал Национального музея Республики Татарстан в Казани
- Литературно-мемориальный комплекс — в селе Новый Кырлай Арского района Татарстана[42]
- Музей Габдуллы Тукая в городе Уральске, (Казахстан)[43].

В Санкт-Петербурге работает Театр имени Тукая (художественный руководитель и ведущий актёр - Фоатьбай Хамидуллин (сценический псевдоним — Фуад Конченбал)).
В честь поэта назван один из районов республики Татарстан. Имя поэта присвоено международному аэропорту Казань, Татарской государственной филармонии в Казани, типографии в Уральске, колхозу в Черемшанском районе Татарстана. Государственная премия в области искусства Татарстана также названа в честь Тукая. В странах-участницах Международной организации тюркской культуры (ТЮРКСОЙ) 2011 год объявлен «Годом Тукая».
В Казани в честь Тукая проводятся ежегодные праздники: в день рождения поэта — у памятника на Театральной улице и в день Республики (30 августа) — у памятника в сквере Тукая. Существует круизный теплоход проекта 305м, курсирующий по рекам Волго-Камского бассейна и называющийся «Поэт Габдулла Тукай».
- Памятник Тукаю в Москве
- Памятник Тукаю в Санкт-Петербурге
- Литературный музей Габдуллы Тукая
- Памятник Тукаю в Астрахани

## Произведения

### Поэзия
1. «О свободе», 1905
2. «Паразитам», «Государственная дума», 1906
3. «Что рассказывают шакирды…», «Не уйдём!», поэма «Шурале», 1907
4. «Жизнь», «Националисты», «Ишан», поэма «Сенной базар, или Новый Кисекбаш», баллада «Водяная», 1908
5. «Родной язык», 1909
6. «Осенние ветры», «Гнет», «Дача», 1911
7. «Чего же не хватает сельскому люду?», «Татарская молодёжь», 1912
8. «Надежды народа…», 1913

Акбай,Мотылек.

### Литературная критика
1. «Наши стихотворения», «Критика — нужная вещь», 1907
2. «Первое моё дело после пробуждения», 1913